# Härmanö
Härmanö este o arie protejată (arie specială de conservare — SAC, sit de importanță comunitară — SCI) din Suedia întinsă pe o suprafață de 1.484,6 ha, integral pe uscat.

## Localizare
Centrul sitului Härmanö este situat la coordonatele 58°09′30″N 11°22′29″E / 58.1584°N 11.3746°E.

## Înființare
Situl Härmanö a fost declarat sit de importanță comunitară în decembrie 1995 pentru a proteja un număr necunoscut de specii din flora spontană și fauna sălbatică aflate în arealul zonei. Situl a fost protejat și ca arie specială de conservare în martie 2011.

## Biodiversitate
Situată în ecoregiunile continentală și marină Atlantică, aria protejată conține 15 habitate naturale: Fânețe de joasă altitudine (Alopecurus pratensis, Sanguisorba officinalis), Pante stâncoase silicioase cu vegetație casmofită, Vegetație perenă pe țărmurile stâncoase, Liziere de ierburi înalte hidrofile de câmpie și de nivel montan până la alpin, Faleze cu vegetație de pe coastele atlantice și baltice, Vegetație anuală la limita mareei, Terase mlăștinoase și terase nisipoase neacoperite de apă la reflux, Pajiști uscate seminaturale și facies de acoperire cu tufișuri pe substraturi calcaroase (Festuco-Brometalia) (* situri importante pentru orhidee), Roci stâncoase cu vegetație pionieră de Sedo-Scleranthion sau Sedo albi-Veronicion dillenii, Pajiști fino-scandinave uscate până la mezice, bogate în specii de altitudine mică, Pajiști cu Molinia pe soluri calcaroase, turboase sau argilos-nămoloase (Molinion caeruleae), Mlaștini împădurite, Pășuni atlantice udate de apa mării (Glauco-Puccinellietalia maritimae), Formațiuni ierboase bogate în specii de Nardus, dezvoltate pe substraturi silicioase în zone montane (și în zone submontane, în Europa continentală), Recifuri.
La baza desemnării sitului se află un număr nedeclarat de specii protejate.